# Tour de Turquie 2019
La 55e édition du Tour de Turquie (nom officiel : Presidential Cycling Tour of Turkey) a lieu du 16 au 21 avril 2019, en Turquie, sur un parcours de 993 kilomètres. La course fait partie du calendrier UCI World Tour en catégorie 2.UWT.

## Équipes
Dix-sept équipes participent à la course, six équipes World tour, dix équipes continentales professionnelles et une sélection nationale turque.
| WorldTeams (6)- Astana - Bora-hansgrohe - Lotto Soudal - Deceuninck-Quick Step - Dimension Data - UAE Team Emirates Équipes continentales professionnelles (10)- Burgos-BH - Caja Rural-Seguros RGA - Delko-Marseille Provence - Euskadi Basque Country-Murias - Manzana Postobón - Neri Sottoli-Selle Italia-KTM - Nippo Vini Fantini Faizanè - Rally UHC Cycling - Sport Vlaanderen-Baloise - W52-FC Porto Équipe nationale- Turquie |
| |

## Étapes
Ce Tour de Turquie est constitué de six étapes réparties en cinq étapes plates et une étape avec une arrivée au sommet d'un col de 15 kilomètres à 8% de moyenne, pour un total de 993 kilomètres.
| Étape     | Date    | Villes étapes        | type                      | Distance (km) | Vainqueur d'étape   | Leader du classement général |
| --------- | ------- | -------------------- | ------------------------- | ------------- | ------------------- | ---------------------------- |
| 1re étape | 16 avr. | Istanbul – Tekirdağ  | étape vallonnée           | 156,7         | Sam Bennett         | Sam Bennett                  |
| 2e étape  | 17 avr. | Tekirdağ – Eceabat   | étape vallonnée           | 183,3         | Sam Bennett         | Sam Bennett                  |
| 3e étape  | 18 avr. | Çanakkale – Edremit  | étape vallonnée           | 122,6         | Fabio Jakobsen      | Sam Bennett                  |
| 4e étape  | 19 avr. | Balıkesir – Bursa    | étape vallonnée           | 194,3         | Caleb Ewan          | Sam Bennett                  |
| 5e étape  | 20 avr. | Bursa – Kartepe      | étape de moyenne montagne | 164,1         | Felix Großschartner | Felix Großschartner          |
| 6e étape  | 21 avr. | Adapazarı – Istanbul | étape vallonnée           | 172,4         | Caleb Ewan          | Felix Großschartner          |

## Déroulement de la course

### 1reétape
| \| Classement de l'étape \| Classement de l'étape \| Classement de l'étape \| Classement de l'étape \| Classement de l'étape \| \| Coureur \| Coureur \| Pays \| Équipe \| Temps \| \| --------------------- \| --------------------- \| --------------------- \| ----------------------------- \| --------------------- \| \| 1er \| Sam Bennett \| Irlande \| Bora-Hansgrohe \| 3 h 32 min 34 s \| \| 2e \| Fabio Jakobsen \| Pays-Bas \| Deceuninck-Quick Step \| + 0 s \| \| 3e \| Caleb Ewan \| Australie \| Lotto-Soudal \| + 0 s \| \| 4e \| Eduard-Michael Grosu \| Roumanie \| Delko Marseille Provence \| + 0 s \| \| 5e \| Simone Consonni \| Italie \| UAE Team Emirates \| + 0 s \| \| 6e \| Luca Pacioni \| Italie \| Neri Sottoli-Selle Italia-KTM \| + 0 s \| \| 7e \| Imerio Cima \| Italie \| Nippo-Vini Fantini-Faizanè \| + 0 s \| \| 8e \| Christophe Noppe \| Belgique \| Sport Vlaanderen-Baloise \| + 0 s \| \| 9e \| Giovanni Lonardi \| Italie \| Nippo-Vini Fantini-Faizanè \| + 0 s \| \| 10e \| Álvaro Hodeg \| Colombie \| Deceuninck-Quick Step \| + 0 s \| |                      |           |                               |                 |
| |                      |           |                               |                 |
| Source : ProCyclingStats |                      |           |                               |                 |
| Classement de l'étape |                      |           |                               |                 |
| Coureur | Coureur              | Pays      | Équipe                        | Temps           |
| 1er | Sam Bennett          | Irlande   | Bora-Hansgrohe                | 3 h 32 min 34 s |
| 2e | Fabio Jakobsen       | Pays-Bas  | Deceuninck-Quick Step         | + 0 s           |
| 3e | Caleb Ewan           | Australie | Lotto-Soudal                  | + 0 s           |
| 4e | Eduard-Michael Grosu | Roumanie  | Delko Marseille Provence      | + 0 s           |
| 5e | Simone Consonni      | Italie    | UAE Team Emirates             | + 0 s           |
| 6e | Luca Pacioni         | Italie    | Neri Sottoli-Selle Italia-KTM | + 0 s           |
| 7e | Imerio Cima          | Italie    | Nippo-Vini Fantini-Faizanè    | + 0 s           |
| 8e | Christophe Noppe     | Belgique  | Sport Vlaanderen-Baloise      | + 0 s           |
| 9e | Giovanni Lonardi     | Italie    | Nippo-Vini Fantini-Faizanè    | + 0 s           |
| 10e | Álvaro Hodeg         | Colombie  | Deceuninck-Quick Step         | + 0 s           |

| \| Classement général \| Classement général \| Classement général \| Classement général \| Classement général \| \| Coureur \| Coureur \| Pays \| Équipe \| Temps \| \| ------------------ \| -------------------- \| ------------------ \| ----------------------------- \| ------------------ \| \| 1er \| Sam Bennett \| Irlande \| Bora-Hansgrohe \| 3 h 32 min 24 s \| \| 2e \| Fabio Jakobsen \| Pays-Bas \| Deceuninck-Quick Step \| + 4 s \| \| 3e \| Caleb Ewan \| Australie \| Lotto-Soudal \| + 6 s \| \| 4e \| Lorenzo Fortunato \| Italie \| Neri Sottoli-Selle Italia-KTM \| + 7 s \| \| 5e \| Álvaro Robredo \| Espagne \| Burgos-BH \| + 8 s \| \| 6e \| Lindsay De Vylder \| Belgique \| Sport Vlaanderen-Baloise \| + 9 s \| \| 7e \| Eduard-Michael Grosu \| Roumanie \| Delko Marseille Provence \| + 10 s \| \| 8e \| Simone Consonni \| Italie \| UAE Team Emirates \| + 10 s \| \| 9e \| Luca Pacioni \| Italie \| Neri Sottoli-Selle Italia-KTM \| + 10 s \| \| 10e \| Imerio Cima \| Italie \| Nippo-Vini Fantini-Faizanè \| + 10 s \| |                      |           |                               |                 |
| |                      |           |                               |                 |
| Source : ProCyclingStats |                      |           |                               |                 |
| Classement général |                      |           |                               |                 |
| Coureur | Coureur              | Pays      | Équipe                        | Temps           |
| 1er | Sam Bennett          | Irlande   | Bora-Hansgrohe                | 3 h 32 min 24 s |
| 2e | Fabio Jakobsen       | Pays-Bas  | Deceuninck-Quick Step         | + 4 s           |
| 3e | Caleb Ewan           | Australie | Lotto-Soudal                  | + 6 s           |
| 4e | Lorenzo Fortunato    | Italie    | Neri Sottoli-Selle Italia-KTM | + 7 s           |
| 5e | Álvaro Robredo       | Espagne   | Burgos-BH                     | + 8 s           |
| 6e | Lindsay De Vylder    | Belgique  | Sport Vlaanderen-Baloise      | + 9 s           |
| 7e | Eduard-Michael Grosu | Roumanie  | Delko Marseille Provence      | + 10 s          |
| 8e | Simone Consonni      | Italie    | UAE Team Emirates             | + 10 s          |
| 9e | Luca Pacioni         | Italie    | Neri Sottoli-Selle Italia-KTM | + 10 s          |
| 10e | Imerio Cima          | Italie    | Nippo-Vini Fantini-Faizanè    | + 10 s          |

### 2eétape
| \| Classement de l'étape \| Classement de l'étape \| Classement de l'étape \| Classement de l'étape \| Classement de l'étape \| \| Coureur \| Coureur \| Pays \| Équipe \| Temps \| \| --------------------- \| --------------------- \| --------------------- \| ----------------------------- \| --------------------- \| \| 1er \| Sam Bennett \| Irlande \| Bora-Hansgrohe \| 4 h 41 min 48 s \| \| 2e \| Felix Großschartner \| Autriche \| Bora-Hansgrohe \| + 0 s \| \| 3e \| Jhonatan Restrepo \| Colombie \| Manzana Postobón \| + 0 s \| \| 4e \| Gonzalo Serrano \| Espagne \| Caja Rural-Seguros RGA \| + 0 s \| \| 5e \| Jan Polanc \| Slovénie \| UAE Team Emirates \| + 0 s \| \| 6e \| Mauro Finetto \| Italie \| Delko Marseille Provence \| + 0 s \| \| 7e \| Valerio Conti \| Italie \| UAE Team Emirates \| + 0 s \| \| 8e \| Edgar Pinto \| Portugal \| W52-FC Porto \| + 3 s \| \| 9e \| Sebastian Schönberger \| Autriche \| Neri Sottoli-Selle Italia-KTM \| + 4 s \| \| 10e \| Cyril Barthe \| France \| Euskadi Basque Country-Murias \| + 4 s \| |                       |          |                               |                 |
| |                       |          |                               |                 |
| Source : ProCyclingStats |                       |          |                               |                 |
| Classement de l'étape |                       |          |                               |                 |
| Coureur | Coureur               | Pays     | Équipe                        | Temps           |
| 1er | Sam Bennett           | Irlande  | Bora-Hansgrohe                | 4 h 41 min 48 s |
| 2e | Felix Großschartner   | Autriche | Bora-Hansgrohe                | + 0 s           |
| 3e | Jhonatan Restrepo     | Colombie | Manzana Postobón              | + 0 s           |
| 4e | Gonzalo Serrano       | Espagne  | Caja Rural-Seguros RGA        | + 0 s           |
| 5e | Jan Polanc            | Slovénie | UAE Team Emirates             | + 0 s           |
| 6e | Mauro Finetto         | Italie   | Delko Marseille Provence      | + 0 s           |
| 7e | Valerio Conti         | Italie   | UAE Team Emirates             | + 0 s           |
| 8e | Edgar Pinto           | Portugal | W52-FC Porto                  | + 3 s           |
| 9e | Sebastian Schönberger | Autriche | Neri Sottoli-Selle Italia-KTM | + 4 s           |
| 10e | Cyril Barthe          | France   | Euskadi Basque Country-Murias | + 4 s           |

| \| Classement général \| Classement général \| Classement général \| Classement général \| Classement général \| \| Coureur \| Coureur \| Pays \| Équipe \| Temps \| \| ------------------ \| ------------------- \| ------------------ \| ----------------------------- \| ------------------ \| \| 1er \| Sam Bennett \| Irlande \| Bora-Hansgrohe \| 8 h 14 min 02 s \| \| 2e \| Felix Großschartner \| Autriche \| Bora-Hansgrohe \| + 14 s \| \| 3e \| Jhonatan Restrepo \| Colombie \| Manzana Postobón \| + 16 s \| \| 4e \| Jan Polanc \| Slovénie \| UAE Team Emirates \| + 20 s \| \| 5e \| Valerio Conti \| Italie \| UAE Team Emirates \| + 20 s \| \| 6e \| Mauro Finetto \| Italie \| Delko Marseille Provence \| + 20 s \| \| 7e \| Gonzalo Serrano \| Espagne \| Caja Rural-Seguros RGA \| + 20 s \| \| 8e \| Edgar Pinto \| Portugal \| W52-FC Porto \| + 23 s \| \| 9e \| Christophe Noppe \| Belgique \| Sport Vlaanderen-Baloise \| + 24 s \| \| 10e \| Cyril Barthe \| France \| Euskadi Basque Country-Murias \| + 24 s \| |                     |          |                               |                 |
| |                     |          |                               |                 |
| Source : ProCyclingStats |                     |          |                               |                 |
| Classement général |                     |          |                               |                 |
| Coureur | Coureur             | Pays     | Équipe                        | Temps           |
| 1er | Sam Bennett         | Irlande  | Bora-Hansgrohe                | 8 h 14 min 02 s |
| 2e | Felix Großschartner | Autriche | Bora-Hansgrohe                | + 14 s          |
| 3e | Jhonatan Restrepo   | Colombie | Manzana Postobón              | + 16 s          |
| 4e | Jan Polanc          | Slovénie | UAE Team Emirates             | + 20 s          |
| 5e | Valerio Conti       | Italie   | UAE Team Emirates             | + 20 s          |
| 6e | Mauro Finetto       | Italie   | Delko Marseille Provence      | + 20 s          |
| 7e | Gonzalo Serrano     | Espagne  | Caja Rural-Seguros RGA        | + 20 s          |
| 8e | Edgar Pinto         | Portugal | W52-FC Porto                  | + 23 s          |
| 9e | Christophe Noppe    | Belgique | Sport Vlaanderen-Baloise      | + 24 s          |
| 10e | Cyril Barthe        | France   | Euskadi Basque Country-Murias | + 24 s          |

### 3eétape
| \| Classement de l'étape \| Classement de l'étape \| Classement de l'étape \| Classement de l'étape \| Classement de l'étape \| \| Coureur \| Coureur \| Pays \| Équipe \| Temps \| \| --------------------- \| --------------------- \| --------------------- \| ----------------------------- \| --------------------- \| \| 1er \| Fabio Jakobsen \| Pays-Bas \| Deceuninck-Quick Step \| 2 h 50 min 12 s \| \| 2e \| Sam Bennett \| Irlande \| Bora-Hansgrohe \| + 0 s \| \| 3e \| Mark Cavendish \| Royaume-Uni \| Dimension Data \| + 0 s \| \| 4e \| Caleb Ewan \| Australie \| Lotto-Soudal \| + 0 s \| \| 5e \| Christophe Noppe \| Belgique \| Sport Vlaanderen-Baloise \| + 0 s \| \| 6e \| Matteo Malucelli \| Italie \| Caja Rural-Seguros RGA \| + 0 s \| \| 7e \| Matthew Gibson \| Royaume-Uni \| Burgos-BH \| + 0 s \| \| 8e \| Luca Pacioni \| Italie \| Neri Sottoli-Selle Italia-KTM \| + 0 s \| \| 9e \| Jordan Parra \| Colombie \| Manzana Postobón \| + 0 s \| \| 10e \| Yevgeniy Gidich \| Kazakhstan \| Astana \| + 0 s \| |                  |             |                               |                 |
| |                  |             |                               |                 |
| Source : ProCyclingStats |                  |             |                               |                 |
| Classement de l'étape |                  |             |                               |                 |
| Coureur | Coureur          | Pays        | Équipe                        | Temps           |
| 1er | Fabio Jakobsen   | Pays-Bas    | Deceuninck-Quick Step         | 2 h 50 min 12 s |
| 2e | Sam Bennett      | Irlande     | Bora-Hansgrohe                | + 0 s           |
| 3e | Mark Cavendish   | Royaume-Uni | Dimension Data                | + 0 s           |
| 4e | Caleb Ewan       | Australie   | Lotto-Soudal                  | + 0 s           |
| 5e | Christophe Noppe | Belgique    | Sport Vlaanderen-Baloise      | + 0 s           |
| 6e | Matteo Malucelli | Italie      | Caja Rural-Seguros RGA        | + 0 s           |
| 7e | Matthew Gibson   | Royaume-Uni | Burgos-BH                     | + 0 s           |
| 8e | Luca Pacioni     | Italie      | Neri Sottoli-Selle Italia-KTM | + 0 s           |
| 9e | Jordan Parra     | Colombie    | Manzana Postobón              | + 0 s           |
| 10e | Yevgeniy Gidich  | Kazakhstan  | Astana                        | + 0 s           |

| \| Classement général \| Classement général \| Classement général \| Classement général \| Classement général \| \| Coureur \| Coureur \| Pays \| Équipe \| Temps \| \| ------------------ \| ------------------- \| ------------------ \| ------------------------ \| ------------------ \| \| 1er \| Sam Bennett \| Irlande \| Bora-Hansgrohe \| 11 h 04 min 08 s \| \| 2e \| Felix Großschartner \| Autriche \| Bora-Hansgrohe \| + 20 s \| \| 3e \| Jhonatan Restrepo \| Colombie \| Manzana Postobón \| + 22 s \| \| 4e \| Jan Polanc \| Slovénie \| UAE Team Emirates \| + 26 s \| \| 5e \| Gonzalo Serrano \| Espagne \| Caja Rural-Seguros RGA \| + 26 s \| \| 6e \| Valerio Conti \| Italie \| UAE Team Emirates \| + 26 s \| \| 7e \| Mauro Finetto \| Italie \| Delko Marseille Provence \| + 26 s \| \| 8e \| Edgar Pinto \| Portugal \| W52-FC Porto \| + 29 s \| \| 9e \| Christophe Noppe \| Belgique \| Sport Vlaanderen-Baloise \| + 30 s \| \| 10e \| Merhawi Kudus \| Érythrée \| Astana \| + 30 s \| |                     |          |                          |                  |
| |                     |          |                          |                  |
| Source : ProCyclingStats |                     |          |                          |                  |
| Classement général |                     |          |                          |                  |
| Coureur | Coureur             | Pays     | Équipe                   | Temps            |
| 1er | Sam Bennett         | Irlande  | Bora-Hansgrohe           | 11 h 04 min 08 s |
| 2e | Felix Großschartner | Autriche | Bora-Hansgrohe           | + 20 s           |
| 3e | Jhonatan Restrepo   | Colombie | Manzana Postobón         | + 22 s           |
| 4e | Jan Polanc          | Slovénie | UAE Team Emirates        | + 26 s           |
| 5e | Gonzalo Serrano     | Espagne  | Caja Rural-Seguros RGA   | + 26 s           |
| 6e | Valerio Conti       | Italie   | UAE Team Emirates        | + 26 s           |
| 7e | Mauro Finetto       | Italie   | Delko Marseille Provence | + 26 s           |
| 8e | Edgar Pinto         | Portugal | W52-FC Porto             | + 29 s           |
| 9e | Christophe Noppe    | Belgique | Sport Vlaanderen-Baloise | + 30 s           |
| 10e | Merhawi Kudus       | Érythrée | Astana                   | + 30 s           |

### 4eétape
| \| Classement de l'étape \| Classement de l'étape \| Classement de l'étape \| Classement de l'étape \| Classement de l'étape \| \| Coureur \| Coureur \| Pays \| Équipe \| Temps \| \| --------------------- \| --------------------- \| --------------------- \| ----------------------------- \| --------------------- \| \| 1er \| Caleb Ewan \| Australie \| Lotto-Soudal \| 5 h 21 min 38 s \| \| 2e \| Juan José Lobato \| Espagne \| Nippo-Vini Fantini-Faizanè \| + 0 s \| \| 3e \| Sam Bennett \| Irlande \| Bora-Hansgrohe \| + 0 s \| \| 4e \| Simone Consonni \| Italie \| UAE Team Emirates \| + 0 s \| \| 5e \| Fabio Jakobsen \| Pays-Bas \| Deceuninck-Quick Step \| + 0 s \| \| 6e \| Sebastián Molano \| Colombie \| UAE Team Emirates \| + 0 s \| \| 7e \| Jon Aberasturi \| Espagne \| Caja Rural-Seguros RGA \| + 0 s \| \| 8e \| Enrique Sanz \| Espagne \| Euskadi Basque Country-Murias \| + 0 s \| \| 9e \| Giovanni Lonardi \| Italie \| Nippo-Vini Fantini-Faizanè \| + 0 s \| \| 10e \| Gonzalo Serrano \| Espagne \| Caja Rural-Seguros RGA \| + 0 s \| |                  |           |                               |                 |
| |                  |           |                               |                 |
| Source : ProCyclingStats |                  |           |                               |                 |
| Classement de l'étape |                  |           |                               |                 |
| Coureur | Coureur          | Pays      | Équipe                        | Temps           |
| 1er | Caleb Ewan       | Australie | Lotto-Soudal                  | 5 h 21 min 38 s |
| 2e | Juan José Lobato | Espagne   | Nippo-Vini Fantini-Faizanè    | + 0 s           |
| 3e | Sam Bennett      | Irlande   | Bora-Hansgrohe                | + 0 s           |
| 4e | Simone Consonni  | Italie    | UAE Team Emirates             | + 0 s           |
| 5e | Fabio Jakobsen   | Pays-Bas  | Deceuninck-Quick Step         | + 0 s           |
| 6e | Sebastián Molano | Colombie  | UAE Team Emirates             | + 0 s           |
| 7e | Jon Aberasturi   | Espagne   | Caja Rural-Seguros RGA        | + 0 s           |
| 8e | Enrique Sanz     | Espagne   | Euskadi Basque Country-Murias | + 0 s           |
| 9e | Giovanni Lonardi | Italie    | Nippo-Vini Fantini-Faizanè    | + 0 s           |
| 10e | Gonzalo Serrano  | Espagne   | Caja Rural-Seguros RGA        | + 0 s           |

| \| Classement général \| Classement général \| Classement général \| Classement général \| Classement général \| \| Coureur \| Coureur \| Pays \| Équipe \| Temps \| \| ------------------ \| --------------------- \| ------------------ \| ----------------------------- \| ------------------ \| \| 1er \| Sam Bennett \| Irlande \| Bora-Hansgrohe \| 16 h 25 min 42 s \| \| 2e \| Felix Großschartner \| Autriche \| Bora-Hansgrohe \| + 24 s \| \| 3e \| Jhonatan Restrepo \| Colombie \| Manzana Postobón \| + 26 s \| \| 4e \| Jan Polanc \| Slovénie \| UAE Team Emirates \| + 30 s \| \| 5e \| Gonzalo Serrano \| Espagne \| Caja Rural-Seguros RGA \| + 30 s \| \| 6e \| Valerio Conti \| Italie \| UAE Team Emirates \| + 30 s \| \| 7e \| Mauro Finetto \| Italie \| Delko Marseille Provence \| + 30 s \| \| 8e \| Edgar Pinto \| Portugal \| W52-FC Porto \| + 33 s \| \| 9e \| Christophe Noppe \| Belgique \| Sport Vlaanderen-Baloise \| + 34 s \| \| 10e \| Sebastian Schönberger \| Autriche \| Neri Sottoli-Selle Italia-KTM \| + 34 s \| |                       |          |                               |                  |
| |                       |          |                               |                  |
| Source : ProCyclingStats |                       |          |                               |                  |
| Classement général |                       |          |                               |                  |
| Coureur | Coureur               | Pays     | Équipe                        | Temps            |
| 1er | Sam Bennett           | Irlande  | Bora-Hansgrohe                | 16 h 25 min 42 s |
| 2e | Felix Großschartner   | Autriche | Bora-Hansgrohe                | + 24 s           |
| 3e | Jhonatan Restrepo     | Colombie | Manzana Postobón              | + 26 s           |
| 4e | Jan Polanc            | Slovénie | UAE Team Emirates             | + 30 s           |
| 5e | Gonzalo Serrano       | Espagne  | Caja Rural-Seguros RGA        | + 30 s           |
| 6e | Valerio Conti         | Italie   | UAE Team Emirates             | + 30 s           |
| 7e | Mauro Finetto         | Italie   | Delko Marseille Provence      | + 30 s           |
| 8e | Edgar Pinto           | Portugal | W52-FC Porto                  | + 33 s           |
| 9e | Christophe Noppe      | Belgique | Sport Vlaanderen-Baloise      | + 34 s           |
| 10e | Sebastian Schönberger | Autriche | Neri Sottoli-Selle Italia-KTM | + 34 s           |

### 5eétape
| \| Classement de l'étape \| Classement de l'étape \| Classement de l'étape \| Classement de l'étape \| Classement de l'étape \| \| Coureur \| Coureur \| Pays \| Équipe \| Temps \| \| --------------------- \| --------------------- \| --------------------- \| ----------------------------- \| --------------------- \| \| 1er \| Felix Großschartner \| Autriche \| Bora-Hansgrohe \| 4 h 17 min 13 s \| \| 2e \| Valerio Conti \| Italie \| UAE Team Emirates \| + 9 s \| \| 3e \| Merhawi Kudus \| Érythrée \| Astana \| + 9 s \| \| 4e \| Remco Evenepoel \| Belgique \| Deceuninck-Quick Step \| + 16 s \| \| 5e \| Edgar Pinto \| Portugal \| W52-FC Porto \| + 40 s \| \| 6e \| Jan Polanc \| Slovénie \| UAE Team Emirates \| + 51 s \| \| 7e \| Kyle Murphy \| États-Unis \| Rally UHC Cycling \| + 58 s \| \| 8e \| Mauro Finetto \| Italie \| Delko Marseille Provence \| + 1 min 03 s \| \| 9e \| Etienne van Empel \| Pays-Bas \| Neri Sottoli-Selle Italia-KTM \| + 1 min 08 s \| \| 10e \| Rob Britton \| Canada \| Rally UHC Cycling \| + 1 min 08 s \| |                     |            |                               |                 |
| |                     |            |                               |                 |
| Source : ProCyclingStats |                     |            |                               |                 |
| Classement de l'étape |                     |            |                               |                 |
| Coureur | Coureur             | Pays       | Équipe                        | Temps           |
| 1er | Felix Großschartner | Autriche   | Bora-Hansgrohe                | 4 h 17 min 13 s |
| 2e | Valerio Conti       | Italie     | UAE Team Emirates             | + 9 s           |
| 3e | Merhawi Kudus       | Érythrée   | Astana                        | + 9 s           |
| 4e | Remco Evenepoel     | Belgique   | Deceuninck-Quick Step         | + 16 s          |
| 5e | Edgar Pinto         | Portugal   | W52-FC Porto                  | + 40 s          |
| 6e | Jan Polanc          | Slovénie   | UAE Team Emirates             | + 51 s          |
| 7e | Kyle Murphy         | États-Unis | Rally UHC Cycling             | + 58 s          |
| 8e | Mauro Finetto       | Italie     | Delko Marseille Provence      | + 1 min 03 s    |
| 9e | Etienne van Empel   | Pays-Bas   | Neri Sottoli-Selle Italia-KTM | + 1 min 08 s    |
| 10e | Rob Britton         | Canada     | Rally UHC Cycling             | + 1 min 08 s    |

| \| Classement général \| Classement général \| Classement général \| Classement général \| Classement général \| \| Coureur \| Coureur \| Pays \| Équipe \| Temps \| \| ------------------ \| ------------------- \| ------------------ \| ------------------------ \| ------------------ \| \| 1er \| Felix Großschartner \| Autriche \| Bora-Hansgrohe \| 20 h 43 min 09 s \| \| 2e \| Valerio Conti \| Italie \| UAE Team Emirates \| + 19 s \| \| 3e \| Merhawi Kudus \| Érythrée \| Astana \| + 25 s \| \| 4e \| Remco Evenepoel \| Belgique \| Deceuninck-Quick Step \| + 41 s \| \| 5e \| Edgar Pinto \| Portugal \| W52-FC Porto \| + 59 s \| \| 6e \| Jan Polanc \| Slovénie \| UAE Team Emirates \| + 1 min 07 s \| \| 7e \| Mauro Finetto \| Italie \| Delko Marseille Provence \| + 1 min 19 s \| \| 8e \| Jhonatan Restrepo \| Colombie \| Manzana Postobón \| + 1 min 26 s \| \| 9e \| Gonzalo Serrano \| Espagne \| Caja Rural-Seguros RGA \| + 1 min 29 s \| \| 10e \| Kyle Murphy \| États-Unis \| Rally UHC Cycling \| + 1 min 30 s \| |                     |            |                          |                  |
| |                     |            |                          |                  |
| Source : ProCyclingStats |                     |            |                          |                  |
| Classement général |                     |            |                          |                  |
| Coureur | Coureur             | Pays       | Équipe                   | Temps            |
| 1er | Felix Großschartner | Autriche   | Bora-Hansgrohe           | 20 h 43 min 09 s |
| 2e | Valerio Conti       | Italie     | UAE Team Emirates        | + 19 s           |
| 3e | Merhawi Kudus       | Érythrée   | Astana                   | + 25 s           |
| 4e | Remco Evenepoel     | Belgique   | Deceuninck-Quick Step    | + 41 s           |
| 5e | Edgar Pinto         | Portugal   | W52-FC Porto             | + 59 s           |
| 6e | Jan Polanc          | Slovénie   | UAE Team Emirates        | + 1 min 07 s     |
| 7e | Mauro Finetto       | Italie     | Delko Marseille Provence | + 1 min 19 s     |
| 8e | Jhonatan Restrepo   | Colombie   | Manzana Postobón         | + 1 min 26 s     |
| 9e | Gonzalo Serrano     | Espagne    | Caja Rural-Seguros RGA   | + 1 min 29 s     |
| 10e | Kyle Murphy         | États-Unis | Rally UHC Cycling        | + 1 min 30 s     |

### 6eétape
| \| Classement de l'étape \| Classement de l'étape \| Classement de l'étape \| Classement de l'étape \| Classement de l'étape \| \| Coureur \| Coureur \| Pays \| Équipe \| Temps \| \| --------------------- \| --------------------- \| --------------------- \| ----------------------------- \| --------------------- \| \| 1er \| Caleb Ewan \| Australie \| Lotto-Soudal \| 4 h 10 min 41 s \| \| 2e \| Fabio Jakobsen \| Pays-Bas \| Deceuninck-Quick Step \| + 0 s \| \| 3e \| Sam Bennett \| Irlande \| Bora-Hansgrohe \| + 4 s \| \| 4e \| Simone Consonni \| Italie \| UAE Team Emirates \| + 4 s \| \| 5e \| Jon Aberasturi \| Espagne \| Caja Rural-Seguros RGA \| + 8 s \| \| 6e \| Enrique Sanz \| Espagne \| Euskadi Basque Country-Murias \| + 8 s \| \| 7e \| Christophe Noppe \| Belgique \| Sport Vlaanderen-Baloise \| + 8 s \| \| 8e \| Felix Großschartner \| Autriche \| Bora-Hansgrohe \| + 8 s \| \| 9e \| Imerio Cima \| Italie \| Nippo-Vini Fantini-Faizanè \| + 8 s \| \| 10e \| Eduard-Michael Grosu \| Roumanie \| Delko Marseille Provence \| + 8 s \| |                      |           |                               |                 |
| |                      |           |                               |                 |
| Source : ProCyclingStats |                      |           |                               |                 |
| Classement de l'étape |                      |           |                               |                 |
| Coureur | Coureur              | Pays      | Équipe                        | Temps           |
| 1er | Caleb Ewan           | Australie | Lotto-Soudal                  | 4 h 10 min 41 s |
| 2e | Fabio Jakobsen       | Pays-Bas  | Deceuninck-Quick Step         | + 0 s           |
| 3e | Sam Bennett          | Irlande   | Bora-Hansgrohe                | + 4 s           |
| 4e | Simone Consonni      | Italie    | UAE Team Emirates             | + 4 s           |
| 5e | Jon Aberasturi       | Espagne   | Caja Rural-Seguros RGA        | + 8 s           |
| 6e | Enrique Sanz         | Espagne   | Euskadi Basque Country-Murias | + 8 s           |
| 7e | Christophe Noppe     | Belgique  | Sport Vlaanderen-Baloise      | + 8 s           |
| 8e | Felix Großschartner  | Autriche  | Bora-Hansgrohe                | + 8 s           |
| 9e | Imerio Cima          | Italie    | Nippo-Vini Fantini-Faizanè    | + 8 s           |
| 10e | Eduard-Michael Grosu | Roumanie  | Delko Marseille Provence      | + 8 s           |

## Classements finals

### Classement général final
| \| Classement général \| Classement général \| Classement général \| Classement général \| Classement général \| \| Coureur \| Coureur \| Pays \| Équipe \| Temps \| \| ------------------ \| ------------------- \| ------------------ \| ------------------------ \| ------------------ \| \| 1er \| Felix Großschartner \| Autriche \| Bora-Hansgrohe \| 24 h 53 min 58 s \| \| 2e \| Valerio Conti \| Italie \| UAE Team Emirates \| + 19 s \| \| 3e \| Merhawi Kudus \| Érythrée \| Astana \| + 25 s \| \| 4e \| Remco Evenepoel \| Belgique \| Deceuninck-Quick Step \| + 53 s \| \| 5e \| Edgar Pinto \| Portugal \| W52-FC Porto \| + 59 s \| \| 6e \| Jan Polanc \| Slovénie \| UAE Team Emirates \| + 1 min 12 s \| \| 7e \| Jhonatan Restrepo \| Colombie \| Manzana Postobón \| + 1 min 26 s \| \| 8e \| Gonzalo Serrano \| Espagne \| Caja Rural-Seguros RGA \| + 1 min 29 s \| \| 9e \| Mauro Finetto \| Italie \| Delko Marseille Provence \| + 1 min 31 s \| \| 10e \| Kyle Murphy \| États-Unis \| Rally UHC Cycling \| + 1 min 42 s \| |                     |            |                          |                  |
| |                     |            |                          |                  |
| Source : ProCyclingStats |                     |            |                          |                  |
| Classement général |                     |            |                          |                  |
| Coureur | Coureur             | Pays       | Équipe                   | Temps            |
| 1er | Felix Großschartner | Autriche   | Bora-Hansgrohe           | 24 h 53 min 58 s |
| 2e | Valerio Conti       | Italie     | UAE Team Emirates        | + 19 s           |
| 3e | Merhawi Kudus       | Érythrée   | Astana                   | + 25 s           |
| 4e | Remco Evenepoel     | Belgique   | Deceuninck-Quick Step    | + 53 s           |
| 5e | Edgar Pinto         | Portugal   | W52-FC Porto             | + 59 s           |
| 6e | Jan Polanc          | Slovénie   | UAE Team Emirates        | + 1 min 12 s     |
| 7e | Jhonatan Restrepo   | Colombie   | Manzana Postobón         | + 1 min 26 s     |
| 8e | Gonzalo Serrano     | Espagne    | Caja Rural-Seguros RGA   | + 1 min 29 s     |
| 9e | Mauro Finetto       | Italie     | Delko Marseille Provence | + 1 min 31 s     |
| 10e | Kyle Murphy         | États-Unis | Rally UHC Cycling        | + 1 min 42 s     |

### Classements annexes finals
| Classement par points | Classement par points | Classement par points | Classement par points         | Classement par points |
| Coureur               | Coureur               | Pays                  | Équipe                        | Points                |
| --------------------- | --------------------- | --------------------- | ----------------------------- | --------------------- |
| 1er                   | Sam Bennett           | Irlande               | Bora-Hansgrohe                | 70 pts                |
| 2e                    | Caleb Ewan            | Australie             | Lotto-Soudal                  | 55 pts                |
| 3e                    | Fabio Jakobsen        | Pays-Bas              | Deceuninck-Quick Step         | 54 pts                |
| 4e                    | Felix Großschartner   | Autriche              | Bora-Hansgrohe                | 40 pts                |
| 5e                    | Simone Consonni       | Italie                | UAE Team Emirates             | 40 pts                |
| 6e                    | Christophe Noppe      | Belgique              | Sport Vlaanderen-Baloise      | 32 pts                |
| 7e                    | Valerio Conti         | Italie                | UAE Team Emirates             | 27 pts                |
| 8e                    | Gonzalo Serrano       | Espagne               | Caja Rural-Seguros RGA        | 24 pts                |
| 9e                    | Jan Polanc            | Slovénie              | UAE Team Emirates             | 22 pts                |
| 10e                   | Enrique Sanz          | Espagne               | Euskadi Basque Country-Murias | 22 pts                |

| Classement par points | Classement par points | Classement par points | Classement par points         | Classement par points |
| Coureur               | Coureur               | Pays                  | Équipe                        | Points                |
| --------------------- | --------------------- | --------------------- | ----------------------------- | --------------------- |
| 1er                   | Sam Bennett           | Irlande               | Bora-Hansgrohe                | 70 pts                |
| 2e                    | Caleb Ewan            | Australie             | Lotto-Soudal                  | 55 pts                |
| 3e                    | Fabio Jakobsen        | Pays-Bas              | Deceuninck-Quick Step         | 54 pts                |
| 4e                    | Felix Großschartner   | Autriche              | Bora-Hansgrohe                | 40 pts                |
| 5e                    | Simone Consonni       | Italie                | UAE Team Emirates             | 40 pts                |
| 6e                    | Christophe Noppe      | Belgique              | Sport Vlaanderen-Baloise      | 32 pts                |
| 7e                    | Valerio Conti         | Italie                | UAE Team Emirates             | 27 pts                |
| 8e                    | Gonzalo Serrano       | Espagne               | Caja Rural-Seguros RGA        | 24 pts                |
| 9e                    | Jan Polanc            | Slovénie              | UAE Team Emirates             | 22 pts                |
| 10e                   | Enrique Sanz          | Espagne               | Euskadi Basque Country-Murias | 22 pts                |

| Classement de la montagne | Classement de la montagne | Classement de la montagne | Classement de la montagne     | Classement de la montagne |
| Coureur                   | Coureur                   | Pays                      | Équipe                        | Points                    |
| ------------------------- | ------------------------- | ------------------------- | ----------------------------- | ------------------------- |
| 1er                       | Thimo Willems             | Belgique                  | Sport Vlaanderen-Baloise      | 16 pts                    |
| 2e                        | Felix Großschartner       | Autriche                  | Bora-Hansgrohe                | 15 pts                    |
| 3e                        | Valerio Conti             | Italie                    | UAE Team Emirates             | 13 pts                    |
| 4e                        | Merhawi Kudus             | Érythrée                  | Astana                        | 8 pts                     |
| 5e                        | Lindsay De Vylder         | Belgique                  | Sport Vlaanderen-Baloise      | 5 pts                     |
| 6e                        | Remco Evenepoel           | Belgique                  | Deceuninck-Quick Step         | 5 pts                     |
| 7e                        | Lucas De Rossi            | France                    | Delko Marseille Provence      | 5 pts                     |
| 8e                        | Mauricio Moreira          | Uruguay                   | Caja Rural-Seguros RGA        | 4 pts                     |
| 9e                        | Umberto Marengo           | Italie                    | Neri Sottoli-Selle Italia-KTM | 3 pts                     |
| 10e                       | Ramūnas Navardauskas      | Lituanie                  | Delko Marseille Provence      | 3 pts                     |

| Classement de la montagne | Classement de la montagne | Classement de la montagne | Classement de la montagne     | Classement de la montagne |
| Coureur                   | Coureur                   | Pays                      | Équipe                        | Points                    |
| ------------------------- | ------------------------- | ------------------------- | ----------------------------- | ------------------------- |
| 1er                       | Thimo Willems             | Belgique                  | Sport Vlaanderen-Baloise      | 16 pts                    |
| 2e                        | Felix Großschartner       | Autriche                  | Bora-Hansgrohe                | 15 pts                    |
| 3e                        | Valerio Conti             | Italie                    | UAE Team Emirates             | 13 pts                    |
| 4e                        | Merhawi Kudus             | Érythrée                  | Astana                        | 8 pts                     |
| 5e                        | Lindsay De Vylder         | Belgique                  | Sport Vlaanderen-Baloise      | 5 pts                     |
| 6e                        | Remco Evenepoel           | Belgique                  | Deceuninck-Quick Step         | 5 pts                     |
| 7e                        | Lucas De Rossi            | France                    | Delko Marseille Provence      | 5 pts                     |
| 8e                        | Mauricio Moreira          | Uruguay                   | Caja Rural-Seguros RGA        | 4 pts                     |
| 9e                        | Umberto Marengo           | Italie                    | Neri Sottoli-Selle Italia-KTM | 3 pts                     |
| 10e                       | Ramūnas Navardauskas      | Lituanie                  | Delko Marseille Provence      | 3 pts                     |

| Classement des sprints | Classement des sprints | Classement des sprints | Classement des sprints     | Classement des sprints |
| Coureur                | Coureur                | Pays                   | Équipe                     | Points                 |
| ---------------------- | ---------------------- | ---------------------- | -------------------------- | ---------------------- |
| 1er                    | Feritcan Şamlı         | Turquie                | Turquie                    | 14 pts                 |
| 2e                     | Lindsay De Vylder      | Belgique               | Sport Vlaanderen-Baloise   | 7 pts                  |
| 3e                     | Ahmet Örken            | Turquie                | Turquie                    | 5 pts                  |
| 4e                     | Michael Schwarzmann    | Allemagne              | Bora-Hansgrohe             | 5 pts                  |
| 5e                     | Roger Kluge            | Allemagne              | Lotto-Soudal               | 5 pts                  |
| 6e                     | Thimo Willems          | Belgique               | Sport Vlaanderen-Baloise   | 5 pts                  |
| 7e                     | Hayato Yoshida         | Japon                  | Nippo-Vini Fantini-Faizanè | 3 pts                  |
| 8e                     | Lucas De Rossi         | France                 | Delko Marseille Provence   | 3 pts                  |
| 9e                     | Robbe Ghys             | Belgique               | Sport Vlaanderen-Baloise   | 3 pts                  |
| 10e                    | Emerson Oronte         | États-Unis             | Rally UHC Cycling          | 2 pts                  |

| Classement des sprints | Classement des sprints | Classement des sprints | Classement des sprints     | Classement des sprints |
| Coureur                | Coureur                | Pays                   | Équipe                     | Points                 |
| ---------------------- | ---------------------- | ---------------------- | -------------------------- | ---------------------- |
| 1er                    | Feritcan Şamlı         | Turquie                | Turquie                    | 14 pts                 |
| 2e                     | Lindsay De Vylder      | Belgique               | Sport Vlaanderen-Baloise   | 7 pts                  |
| 3e                     | Ahmet Örken            | Turquie                | Turquie                    | 5 pts                  |
| 4e                     | Michael Schwarzmann    | Allemagne              | Bora-Hansgrohe             | 5 pts                  |
| 5e                     | Roger Kluge            | Allemagne              | Lotto-Soudal               | 5 pts                  |
| 6e                     | Thimo Willems          | Belgique               | Sport Vlaanderen-Baloise   | 5 pts                  |
| 7e                     | Hayato Yoshida         | Japon                  | Nippo-Vini Fantini-Faizanè | 3 pts                  |
| 8e                     | Lucas De Rossi         | France                 | Delko Marseille Provence   | 3 pts                  |
| 9e                     | Robbe Ghys             | Belgique               | Sport Vlaanderen-Baloise   | 3 pts                  |
| 10e                    | Emerson Oronte         | États-Unis             | Rally UHC Cycling          | 2 pts                  |

| Classement par équipes | Classement par équipes        | Classement par équipes | Classement par équipes |
| Équipe                 | Équipe                        | Pays                   | Temps                  |
| ---------------------- | ----------------------------- | ---------------------- | ---------------------- |
| 1re                    | Manzana Postobón              | Colombie               | 74 h 47 min 35 s       |
| 2e                     | Delko-Marseille Provence      | France                 | + 1 min 21 s           |
| 3e                     | Astana                        | Kazakhstan             | + 1 min 25 s           |
| 4e                     | Neri Sottoli-Selle Italia-KTM | Italie                 | + 2 min 07 s           |
| 5e                     | W52-FC Porto                  | Portugal               | + 2 min 54 s           |
| 6e                     | Rally UHC Cycling             | États-Unis             | + 5 min 52 s           |
| 7e                     | Dimension Data                | Afrique du Sud         | + 7 min 27 s           |
| 8e                     | Bora-hansgrohe                | Allemagne              | + 8 min 30 s           |
| 9e                     | Deceuninck-Quick Step         | Belgique               | + 8 min 35 s           |
| 10e                    | Nippo Vini Fantini Faizanè    | Italie                 | + 10 min 49 s          |

| Classement par équipes | Classement par équipes        | Classement par équipes | Classement par équipes |
| Équipe                 | Équipe                        | Pays                   | Temps                  |
| ---------------------- | ----------------------------- | ---------------------- | ---------------------- |
| 1re                    | Manzana Postobón              | Colombie               | 74 h 47 min 35 s       |
| 2e                     | Delko-Marseille Provence      | France                 | + 1 min 21 s           |
| 3e                     | Astana                        | Kazakhstan             | + 1 min 25 s           |
| 4e                     | Neri Sottoli-Selle Italia-KTM | Italie                 | + 2 min 07 s           |
| 5e                     | W52-FC Porto                  | Portugal               | + 2 min 54 s           |
| 6e                     | Rally UHC Cycling             | États-Unis             | + 5 min 52 s           |
| 7e                     | Dimension Data                | Afrique du Sud         | + 7 min 27 s           |
| 8e                     | Bora-hansgrohe                | Allemagne              | + 8 min 30 s           |
| 9e                     | Deceuninck-Quick Step         | Belgique               | + 8 min 35 s           |
| 10e                    | Nippo Vini Fantini Faizanè    | Italie                 | + 10 min 49 s          |

### Classements UCI
Le Tour de Turquie attribue le même nombre des points pour l'UCI World Tour 2019 (uniquement pour les coureurs membres d'équipes World Tour) et le Classement mondial UCI (pour tous les coureurs).
| Position           | 1er | 2e  | 3e  | 4e  | 5e  | 6e  | 7e | 8e | 9e | 10e |
| Classement général | 300 | 250 | 215 | 175 | 120 | 115 | 95 | 75 | 60 | 50  |
| Par étapes         | 40  | 15  | 6   |     |     |     |    |    |    |     |
| Leader             | 6   |     |     |     |     |     |    |    |    |     |

| Rang | Coureur | Équipe | Général | Etape | Leader | Total |
| ---- | ------- | ------ | ------- | ----- | ------ | ----- |

## Évolution des classements
| Étape              | Vainqueur           | Classement général  | Classement par points | Classement de la montagne | Classement des sprints | Classement par équipes |
| ------------------ | ------------------- | ------------------- | --------------------- | ------------------------- | ---------------------- | ---------------------- |
| 1                  | Sam Bennett         | Sam Bennett         | Sam Bennett           | Lindsay De Vylder         | Feritcan Şamlı         | Caja Rural-Seguros RGA |
| 2                  | Sam Bennett         | Sam Bennett         | Sam Bennett           | Thimo Willems             | Feritcan Şamlı         | Bora-Hansgrohe         |
| 3                  | Fabio Jakobsen      | Sam Bennett         | Sam Bennett           | Thimo Willems             | Feritcan Şamlı         | Bora-Hansgrohe         |
| 4                  | Caleb Ewan          | Sam Bennett         | Sam Bennett           | Thimo Willems             | Feritcan Şamlı         | Bora-Hansgrohe         |
| 5                  | Felix Großschartner | Felix Großschartner | Sam Bennett           | Felix Großschartner       | Feritcan Şamlı         | Manzana Postobón       |
| 6                  | Caleb Ewan          | Felix Großschartner | Sam Bennett           | Thimo Willems             | Feritcan Şamlı         | Manzana Postobón       |
| Classements finals | Classements finals  | Felix Großschartner | Sam Bennett           | Thimo Willems             | Feritcan Şamlı         | Manzana Postobón       |

## Liste des participants
| Astana AST | Astana AST               | Astana AST |
| ---------- | ------------------------ | ---------- |
| Num        | Coureur                  | Pos        |
| 1          | Daniil Fominykh (KAZ)    | 20e        |
| 2          | Yevgeniy Gidich (KAZ)    | 43e        |
| 3          | Yuriy Natarov (KAZ)      | NP-6       |
| 4          | Artyom Zakharov (KAZ)    | 37e        |
| 5          | Merhawi Kudus (ERI)      | 3e         |
| 6          | Zhandos Bizhigitov (KAZ) | 21e        |
| 7          | Dmitriy Gruzdev (KAZ)    | 69e        |

| Bora-Hansgrohe BOH | Bora-Hansgrohe BOH              | Bora-Hansgrohe BOH |
| ------------------ | ------------------------------- | ------------------ |
| Num                | Coureur                         | Pos                |
| 11                 | Erik Baška (SVK)                | 105e               |
| 12                 | Sam Bennett (IRL)               | 54e                |
| 13                 | Felix Großschartner (AUT)       | 1er                |
| 14                 | Christoph Pfingsten (GER)       | 18e                |
| 15                 | Lukas Pöstlberger (AUT) (route) | NP-5               |
| 16                 | Michael Schwarzmann (GER)       | 76e                |
| 17                 | Shane Archbold (NZL)            | 106e               |

| Lotto-Soudal LTS | Lotto-Soudal LTS         | Lotto-Soudal LTS |
| ---------------- | ------------------------ | ---------------- |
| Num              | Coureur                  | Pos              |
| 21               | Caleb Ewan (AUS)         | 57e              |
| 22               | Carl Fredrik Hagen (NOR) | NP-1             |
| 23               | Rasmus Byriel (DEN)      | 103e             |
| 24               | Roger Kluge (GER)        | 99e              |
| 25               | Harm Vanhoucke (BEL)     | 49e              |
| 26               | Enzo Wouters (BEL)       | 94e              |
| 27               | Jasper De Buyst (BEL)    | NP-5             |

| Deceuninck-Quick Step DQT | Deceuninck-Quick Step DQT    | Deceuninck-Quick Step DQT |
| ------------------------- | ---------------------------- | ------------------------- |
| Num                       | Coureur                      | Pos                       |
| 31                        | Eros Capecchi (ITA)          | 16e                       |
| 32                        | Remco Evenepoel (BEL)        | 4e                        |
| 33                        | Álvaro Hodeg (COL)           | 83e                       |
| 34                        | Fabio Jakobsen (NED)         | 79e                       |
| 35                        | Davide Martinelli (ITA)      | 95e                       |
| 36                        | Michael Mørkøv (DEN) (route) | 63e                       |
| 37                        | Maximiliano Richeze (ARG)    | 72e                       |

| Dimension Data TDD | Dimension Data TDD   | Dimension Data TDD |
| ------------------ | -------------------- | ------------------ |
| Num                | Coureur              | Pos                |
| 41                 | Ryan Gibbons (RSA)   | 41e                |
| 42                 | Scott Davies (GBR)   | NP-6               |
| 43                 | Stefan de Bod (RSA)  | 30e                |
| 44                 | Mark Cavendish (GBR) | 87e                |
| 45                 | Mark Renshaw (AUS)   | NP-5               |
| 46                 | Ben O'Connor (AUS)   | 19e                |
| 47                 | Jacobus Venter (RSA) | 109e               |

| UAE Team Emirates UAD | UAE Team Emirates UAD       | UAE Team Emirates UAD |
| --------------------- | --------------------------- | --------------------- |
| Num                   | Coureur                     | Pos                   |
| 51                    | Simone Consonni (ITA)       | 67e                   |
| 52                    | Valerio Conti (ITA)         | 2e                    |
| 53                    | Cristian Muñoz (COL)        | 62e                   |
| 54                    | Yousif Mirza (UAE)          | AB-1                  |
| 55                    | Jan Polanc (SLO)            | 6e                    |
| 56                    | Sebastián Molano (COL)      | 92e                   |
| 57                    | Aleksandr Riabushenko (BLR) | NP-4                  |

| Burgos-BH BBH | Burgos-BH BBH            | Burgos-BH BBH |
| ------------- | ------------------------ | ------------- |
| Num           | Coureur                  | Pos           |
| 61            | Victor Langellotti (MON) | 71e           |
| 62            | Matthew Gibson (GBR)     | 82e           |
| 63            | Óscar Cabedo (ESP)       | NP-5          |
| 64            | Nuno Bico (POR)          | 56e           |
| 65            | Daniel López (ESP)       | 55e           |
| 66            | Álvaro Robredo (ESP)     | 80e           |
| 67            | Jaume Sureda (ESP)       | 26e           |

| Caja Rural-Seguros RGA CJR | Caja Rural-Seguros RGA CJR | Caja Rural-Seguros RGA CJR |
| -------------------------- | -------------------------- | -------------------------- |
| Num                        | Coureur                    | Pos                        |
| 71                         | Xavier Cañellas (ESP)      | 91e                        |
| 72                         | Matteo Malucelli (ITA)     | 108e                       |
| 73                         | Gonzalo Serrano (ESP)      | 8e                         |
| 74                         | Sebastián Mora (ESP)       | 88e                        |
| 75                         | Jon Aberasturi (ESP)       | 64e                        |
| 76                         | Mauricio Moreira (URU)     | 107e                       |
| 77                         | Nelson Soto (COL)          | 73e                        |

| Delko Marseille Provence DMP | Delko Marseille Provence DMP        | Delko Marseille Provence DMP |
| ---------------------------- | ----------------------------------- | ---------------------------- |
| Num                          | Coureur                             | Pos                          |
| 81                           | Delio Fernández (ESP)               | 14e                          |
| 82                           | Mauro Finetto (ITA)                 | 9e                           |
| 83                           | Eduard-Michael Grosu (ROU) (chrono) | 78e                          |
| 84                           | Javier Moreno (ESP)                 | 25e                          |
| 85                           | Ramūnas Navardauskas (LTU)          | 89e                          |
| 86                           | Lucas De Rossi (FRA)                | 81e                          |
| 87                           | Rémy Rochas (FRA)                   | 40e                          |

| Euskadi Basque Country-Murias EUS | Euskadi Basque Country-Murias EUS | Euskadi Basque Country-Murias EUS |
| --------------------------------- | --------------------------------- | --------------------------------- |
| Num                               | Coureur                           | Pos                               |
| 91                                | Enrique Sanz (ESP)                | 59e                               |
| 92                                | Ander Barrenetxea (ESP)           | 101e                              |
| 93                                | Cyril Barthe (FRA)                | 24e                               |
| 94                                | Julen Irizar (ESP)                | 42e                               |
| 95                                | Daniel Viejo (ESP)                | 110e                              |
| 96                                | Beñat Intxausti (ESP)             | 53e                               |
| 97                                | Urko Berrade (ESP)                | 52e                               |

| Manzana Postobón MZN | Manzana Postobón MZN    | Manzana Postobón MZN |
| -------------------- | ----------------------- | -------------------- |
| Num                  | Coureur                 | Pos                  |
| 101                  | Bryan Gómez (COL)       | 66e                  |
| 102                  | Jordan Parra (COL)      | 74e                  |
| 103                  | Carlos Chía (COL)       | 58e                  |
| 104                  | Jhonatan Restrepo (COL) | 7e                   |
| 105                  | Diego Ochoa (COL)       | 36e                  |
| 106                  | Yecid Sierra (COL)      | 13e                  |
| 107                  | Omar Mendoza (COL)      | 33e                  |

| Neri Sottoli-Selle Italia-KTM NSK | Neri Sottoli-Selle Italia-KTM NSK | Neri Sottoli-Selle Italia-KTM NSK |
| --------------------------------- | --------------------------------- | --------------------------------- |
| Num                               | Coureur                           | Pos                               |
| 111                               | Liam Bertazzo (ITA)               | 104e                              |
| 112                               | Lorenzo Fortunato (ITA)           | 23e                               |
| 113                               | Simone Bevilacqua (ITA)           | 97e                               |
| 114                               | Luca Pacioni (ITA)                | 70e                               |
| 115                               | Umberto Marengo (ITA)             | 28e                               |
| 116                               | Sebastian Schönberger (AUT)       | 15e                               |
| 117                               | Etienne van Empel (NED)           | 11e                               |

| Nippo-Vini Fantini-Faizanè NIP | Nippo-Vini Fantini-Faizanè NIP | Nippo-Vini Fantini-Faizanè NIP |
| ------------------------------ | ------------------------------ | ------------------------------ |
| Num                            | Coureur                        | Pos                            |
| 121                            | Juan José Lobato (ESP)         | 34e                            |
| 122                            | Imerio Cima (ITA)              | 75e                            |
| 123                            | Masakazu Ito (JPN)             | 22e                            |
| 124                            | Hayato Yoshida (JPN)           | 45e                            |
| 125                            | Hideto Nakane (JPN)            | 35e                            |
| 126                            | Hiroki Nishimura (JPN)         | 50e                            |
| 127                            | Giovanni Lonardi (ITA)         | 60e                            |

| Rally UHC Cycling RLY | Rally UHC Cycling RLY | Rally UHC Cycling RLY |
| --------------------- | --------------------- | --------------------- |
| Num                   | Coureur               | Pos                   |
| 131                   | Rob Britton (CAN)     | 12e                   |
| 132                   | Pier-André Côté (CAN) | 84e                   |
| 133                   | Evan Huffman (USA)    | 61e                   |
| 134                   | Tyler Magner (USA)    | 85e                   |
| 135                   | John Murphy (USA)     | 98e                   |
| 136                   | Kyle Murphy (USA)     | 10e                   |
| 137                   | Emerson Oronte (USA)  | 86e                   |

| Sport Vlaanderen-Baloise SVB | Sport Vlaanderen-Baloise SVB | Sport Vlaanderen-Baloise SVB |
| ---------------------------- | ---------------------------- | ---------------------------- |
| Num                          | Coureur                      | Pos                          |
| 141                          | Kenny De Ketele (BEL)        | 46e                          |
| 142                          | Moreno De Pauw (BEL)         | 102e                         |
| 143                          | Lindsay De Vylder (BEL)      | 47e                          |
| 144                          | Robbe Ghys (BEL)             | 96e                          |
| 145                          | Aaron Van Poucke (BEL)       | 32e                          |
| 146                          | Christophe Noppe (BEL)       | 51e                          |
| 147                          | Thimo Willems (BEL)          | 100e                         |

| W52-FC Porto W52 | W52-FC Porto W52           | W52-FC Porto W52 |
| ---------------- | -------------------------- | ---------------- |
| Num              | Coureur                    | Pos              |
| 151              | Gustavo César Veloso (ESP) | 93e              |
| 152              | Raúl Alarcón (ESP)         | 17e              |
| 153              | Rafael Reis (POR)          | 31e              |
| 154              | Tiago Ferreira (POR)       | 68e              |
| 155              | Ricardo Mestre (POR)       | 27e              |
| 156              | Edgar Pinto (POR)          | 5e               |
| 157              | Samuel Caldeira (POR)      | 48e              |

| Turquie TUR | Turquie TUR         | Turquie TUR |
| ----------- | ------------------- | ----------- |
| Num         | Coureur             | Pos         |
| 161         | Ahmet Örken         | 39e         |
| 162         | Onur Balkan (route) | 44e         |
| 163         | Feritcan Şamlı      | 77e         |
| 164         | Ahmet Akdilek       | 65e         |
| 165         | Muhammet Atalay     | 90e         |
| 166         | Mustafa Sayar       | 29e         |
| 167         | Halil İbrahim Doğan | 38e         |

| Astana AST | Astana AST               | Astana AST |
| ---------- | ------------------------ | ---------- |
| Num        | Coureur                  | Pos        |
| 1          | Daniil Fominykh (KAZ)    | 20e        |
| 2          | Yevgeniy Gidich (KAZ)    | 43e        |
| 3          | Yuriy Natarov (KAZ)      | NP-6       |
| 4          | Artyom Zakharov (KAZ)    | 37e        |
| 5          | Merhawi Kudus (ERI)      | 3e         |
| 6          | Zhandos Bizhigitov (KAZ) | 21e        |
| 7          | Dmitriy Gruzdev (KAZ)    | 69e        |

| Bora-Hansgrohe BOH | Bora-Hansgrohe BOH              | Bora-Hansgrohe BOH |
| ------------------ | ------------------------------- | ------------------ |
| Num                | Coureur                         | Pos                |
| 11                 | Erik Baška (SVK)                | 105e               |
| 12                 | Sam Bennett (IRL)               | 54e                |
| 13                 | Felix Großschartner (AUT)       | 1er                |
| 14                 | Christoph Pfingsten (GER)       | 18e                |
| 15                 | Lukas Pöstlberger (AUT) (route) | NP-5               |
| 16                 | Michael Schwarzmann (GER)       | 76e                |
| 17                 | Shane Archbold (NZL)            | 106e               |

| Lotto-Soudal LTS | Lotto-Soudal LTS         | Lotto-Soudal LTS |
| ---------------- | ------------------------ | ---------------- |
| Num              | Coureur                  | Pos              |
| 21               | Caleb Ewan (AUS)         | 57e              |
| 22               | Carl Fredrik Hagen (NOR) | NP-1             |
| 23               | Rasmus Byriel (DEN)      | 103e             |
| 24               | Roger Kluge (GER)        | 99e              |
| 25               | Harm Vanhoucke (BEL)     | 49e              |
| 26               | Enzo Wouters (BEL)       | 94e              |
| 27               | Jasper De Buyst (BEL)    | NP-5             |

| Deceuninck-Quick Step DQT | Deceuninck-Quick Step DQT    | Deceuninck-Quick Step DQT |
| ------------------------- | ---------------------------- | ------------------------- |
| Num                       | Coureur                      | Pos                       |
| 31                        | Eros Capecchi (ITA)          | 16e                       |
| 32                        | Remco Evenepoel (BEL)        | 4e                        |
| 33                        | Álvaro Hodeg (COL)           | 83e                       |
| 34                        | Fabio Jakobsen (NED)         | 79e                       |
| 35                        | Davide Martinelli (ITA)      | 95e                       |
| 36                        | Michael Mørkøv (DEN) (route) | 63e                       |
| 37                        | Maximiliano Richeze (ARG)    | 72e                       |

| Dimension Data TDD | Dimension Data TDD   | Dimension Data TDD |
| ------------------ | -------------------- | ------------------ |
| Num                | Coureur              | Pos                |
| 41                 | Ryan Gibbons (RSA)   | 41e                |
| 42                 | Scott Davies (GBR)   | NP-6               |
| 43                 | Stefan de Bod (RSA)  | 30e                |
| 44                 | Mark Cavendish (GBR) | 87e                |
| 45                 | Mark Renshaw (AUS)   | NP-5               |
| 46                 | Ben O'Connor (AUS)   | 19e                |
| 47                 | Jacobus Venter (RSA) | 109e               |

| UAE Team Emirates UAD | UAE Team Emirates UAD       | UAE Team Emirates UAD |
| --------------------- | --------------------------- | --------------------- |
| Num                   | Coureur                     | Pos                   |
| 51                    | Simone Consonni (ITA)       | 67e                   |
| 52                    | Valerio Conti (ITA)         | 2e                    |
| 53                    | Cristian Muñoz (COL)        | 62e                   |
| 54                    | Yousif Mirza (UAE)          | AB-1                  |
| 55                    | Jan Polanc (SLO)            | 6e                    |
| 56                    | Sebastián Molano (COL)      | 92e                   |
| 57                    | Aleksandr Riabushenko (BLR) | NP-4                  |

| Burgos-BH BBH | Burgos-BH BBH            | Burgos-BH BBH |
| ------------- | ------------------------ | ------------- |
| Num           | Coureur                  | Pos           |
| 61            | Victor Langellotti (MON) | 71e           |
| 62            | Matthew Gibson (GBR)     | 82e           |
| 63            | Óscar Cabedo (ESP)       | NP-5          |
| 64            | Nuno Bico (POR)          | 56e           |
| 65            | Daniel López (ESP)       | 55e           |
| 66            | Álvaro Robredo (ESP)     | 80e           |
| 67            | Jaume Sureda (ESP)       | 26e           |

| Caja Rural-Seguros RGA CJR | Caja Rural-Seguros RGA CJR | Caja Rural-Seguros RGA CJR |
| -------------------------- | -------------------------- | -------------------------- |
| Num                        | Coureur                    | Pos                        |
| 71                         | Xavier Cañellas (ESP)      | 91e                        |
| 72                         | Matteo Malucelli (ITA)     | 108e                       |
| 73                         | Gonzalo Serrano (ESP)      | 8e                         |
| 74                         | Sebastián Mora (ESP)       | 88e                        |
| 75                         | Jon Aberasturi (ESP)       | 64e                        |
| 76                         | Mauricio Moreira (URU)     | 107e                       |
| 77                         | Nelson Soto (COL)          | 73e                        |

| Delko Marseille Provence DMP | Delko Marseille Provence DMP        | Delko Marseille Provence DMP |
| ---------------------------- | ----------------------------------- | ---------------------------- |
| Num                          | Coureur                             | Pos                          |
| 81                           | Delio Fernández (ESP)               | 14e                          |
| 82                           | Mauro Finetto (ITA)                 | 9e                           |
| 83                           | Eduard-Michael Grosu (ROU) (chrono) | 78e                          |
| 84                           | Javier Moreno (ESP)                 | 25e                          |
| 85                           | Ramūnas Navardauskas (LTU)          | 89e                          |
| 86                           | Lucas De Rossi (FRA)                | 81e                          |
| 87                           | Rémy Rochas (FRA)                   | 40e                          |

| Euskadi Basque Country-Murias EUS | Euskadi Basque Country-Murias EUS | Euskadi Basque Country-Murias EUS |
| --------------------------------- | --------------------------------- | --------------------------------- |
| Num                               | Coureur                           | Pos                               |
| 91                                | Enrique Sanz (ESP)                | 59e                               |
| 92                                | Ander Barrenetxea (ESP)           | 101e                              |
| 93                                | Cyril Barthe (FRA)                | 24e                               |
| 94                                | Julen Irizar (ESP)                | 42e                               |
| 95                                | Daniel Viejo (ESP)                | 110e                              |
| 96                                | Beñat Intxausti (ESP)             | 53e                               |
| 97                                | Urko Berrade (ESP)                | 52e                               |

| Manzana Postobón MZN | Manzana Postobón MZN    | Manzana Postobón MZN |
| -------------------- | ----------------------- | -------------------- |
| Num                  | Coureur                 | Pos                  |
| 101                  | Bryan Gómez (COL)       | 66e                  |
| 102                  | Jordan Parra (COL)      | 74e                  |
| 103                  | Carlos Chía (COL)       | 58e                  |
| 104                  | Jhonatan Restrepo (COL) | 7e                   |
| 105                  | Diego Ochoa (COL)       | 36e                  |
| 106                  | Yecid Sierra (COL)      | 13e                  |
| 107                  | Omar Mendoza (COL)      | 33e                  |

| Neri Sottoli-Selle Italia-KTM NSK | Neri Sottoli-Selle Italia-KTM NSK | Neri Sottoli-Selle Italia-KTM NSK |
| --------------------------------- | --------------------------------- | --------------------------------- |
| Num                               | Coureur                           | Pos                               |
| 111                               | Liam Bertazzo (ITA)               | 104e                              |
| 112                               | Lorenzo Fortunato (ITA)           | 23e                               |
| 113                               | Simone Bevilacqua (ITA)           | 97e                               |
| 114                               | Luca Pacioni (ITA)                | 70e                               |
| 115                               | Umberto Marengo (ITA)             | 28e                               |
| 116                               | Sebastian Schönberger (AUT)       | 15e                               |
| 117                               | Etienne van Empel (NED)           | 11e                               |

| Nippo-Vini Fantini-Faizanè NIP | Nippo-Vini Fantini-Faizanè NIP | Nippo-Vini Fantini-Faizanè NIP |
| ------------------------------ | ------------------------------ | ------------------------------ |
| Num                            | Coureur                        | Pos                            |
| 121                            | Juan José Lobato (ESP)         | 34e                            |
| 122                            | Imerio Cima (ITA)              | 75e                            |
| 123                            | Masakazu Ito (JPN)             | 22e                            |
| 124                            | Hayato Yoshida (JPN)           | 45e                            |
| 125                            | Hideto Nakane (JPN)            | 35e                            |
| 126                            | Hiroki Nishimura (JPN)         | 50e                            |
| 127                            | Giovanni Lonardi (ITA)         | 60e                            |

| Rally UHC Cycling RLY | Rally UHC Cycling RLY | Rally UHC Cycling RLY |
| --------------------- | --------------------- | --------------------- |
| Num                   | Coureur               | Pos                   |
| 131                   | Rob Britton (CAN)     | 12e                   |
| 132                   | Pier-André Côté (CAN) | 84e                   |
| 133                   | Evan Huffman (USA)    | 61e                   |
| 134                   | Tyler Magner (USA)    | 85e                   |
| 135                   | John Murphy (USA)     | 98e                   |
| 136                   | Kyle Murphy (USA)     | 10e                   |
| 137                   | Emerson Oronte (USA)  | 86e                   |

| Sport Vlaanderen-Baloise SVB | Sport Vlaanderen-Baloise SVB | Sport Vlaanderen-Baloise SVB |
| ---------------------------- | ---------------------------- | ---------------------------- |
| Num                          | Coureur                      | Pos                          |
| 141                          | Kenny De Ketele (BEL)        | 46e                          |
| 142                          | Moreno De Pauw (BEL)         | 102e                         |
| 143                          | Lindsay De Vylder (BEL)      | 47e                          |
| 144                          | Robbe Ghys (BEL)             | 96e                          |
| 145                          | Aaron Van Poucke (BEL)       | 32e                          |
| 146                          | Christophe Noppe (BEL)       | 51e                          |
| 147                          | Thimo Willems (BEL)          | 100e                         |

| W52-FC Porto W52 | W52-FC Porto W52           | W52-FC Porto W52 |
| ---------------- | -------------------------- | ---------------- |
| Num              | Coureur                    | Pos              |
| 151              | Gustavo César Veloso (ESP) | 93e              |
| 152              | Raúl Alarcón (ESP)         | 17e              |
| 153              | Rafael Reis (POR)          | 31e              |
| 154              | Tiago Ferreira (POR)       | 68e              |
| 155              | Ricardo Mestre (POR)       | 27e              |
| 156              | Edgar Pinto (POR)          | 5e               |
| 157              | Samuel Caldeira (POR)      | 48e              |

| Turquie TUR | Turquie TUR         | Turquie TUR |
| ----------- | ------------------- | ----------- |
| Num         | Coureur             | Pos         |
| 161         | Ahmet Örken         | 39e         |
| 162         | Onur Balkan (route) | 44e         |
| 163         | Feritcan Şamlı      | 77e         |
| 164         | Ahmet Akdilek       | 65e         |
| 165         | Muhammet Atalay     | 90e         |
| 166         | Mustafa Sayar       | 29e         |
| 167         | Halil İbrahim Doğan | 38e         |